# Apeadeiro de Mourisca do Vouga
O Apeadeiro de Mourisca do Vouga, por vezes chamado apenas de Mourisca, é uma gare ferroviária do Ramal de Aveiro, que serve a vila de Mourisca do Vouga, no Distrito de Aveiro, em Portugal.

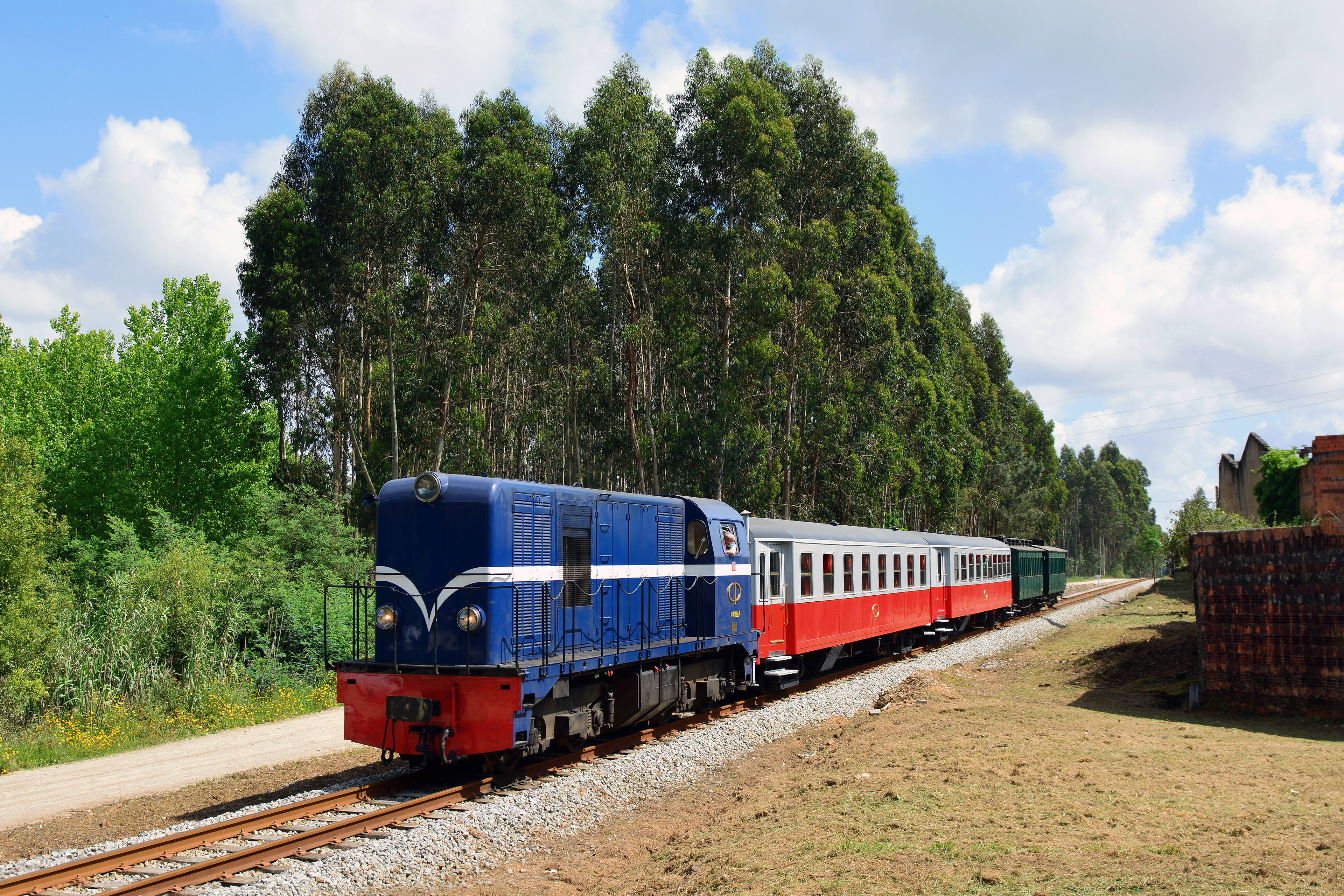
Comboio “histórico” tracionado a diesel circulando em 2021 a sul do apeadeiro de Mourisca do Vouga.

## Descrição

### Caraterização física
A superfície dos carris (plano de rolamento) da estação ferroviária de Mourisca do Vouga ao PK 10+200 situa-se à altitude de 7200 cm acima do nível médio das águas do mar. O edifício de passageiros situa-se do lado poente da via (lado direito do sentido ascendente, para Aveiro).

### Serviços
Em dados de 2022, esta interface é servida por comboios de passageiros da C.P. de tipo regional, com dez circulações diárias em cada sentido, entre Aveiro e Sernada do Vouga (duas destas encurtadas a Macinhata do Vouga); como habitual nos apeadeiros desta linha, trata-se de uma paragem condicional, devendo os passageiros avisar antecipadamente o revisor para desembarques e assinalar da plataforma ao maquinista para embarques.

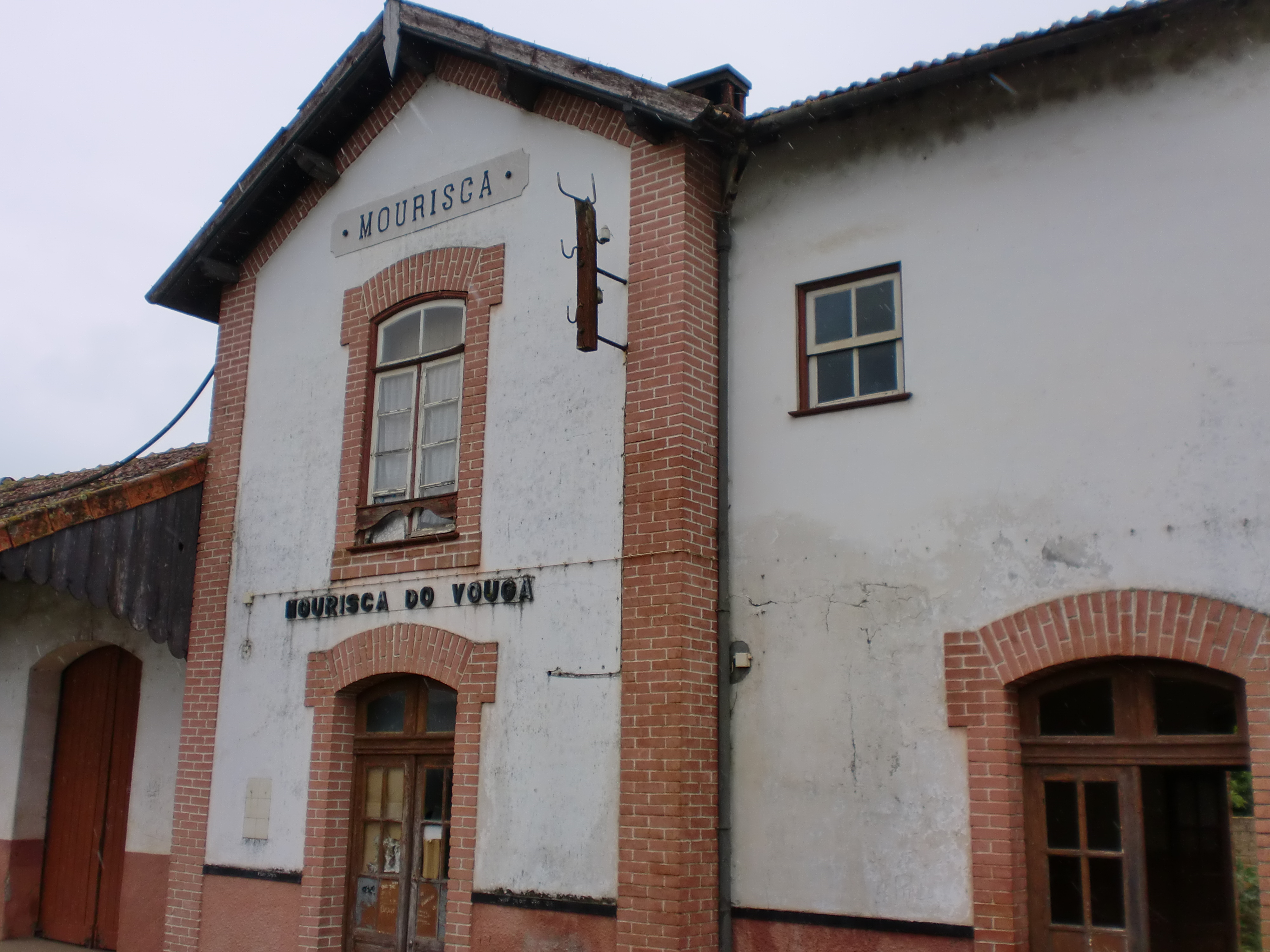
Edifício de passageiros do apeadeiro de Mourisca do Vouga, em 2010.

## História
Esta interface insere-se no troço entre as Estações de Albergaria-a-Velha e Aveiro da rede ferroviária do Vouga, que foi inaugurado em 8 de Setembro de 1911, tendo sido construído pela Compagnie Française pour la Construction et Exploitation des Chemins de Fer à l'Étranger. Em 1 de Janeiro de 1947, a gestão da rede do Vouga passou a ser assegurada pela Companhia dos Caminhos de Ferro Portugueses.

Tinha originalmente estatuto de estação, tendo sido mais tarde, já antes de 1985, despromovido à categoria de apeadeiro.